# صيغة لاسويل

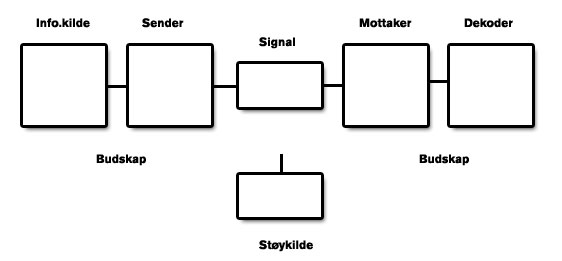

صيغة لاسويل بالإنجليزية (Lasswell formula) هي صيغة لتخطيط وتصميم الرسائل الاعلامية قام باعدادها عالم السياسة والاتصالات الأمريكي هارولد دوايت لاسويل (Dwight Lasswell) في العام 1948. هذه الصيغة أصبحت لاحقاً من أساسيات العمل الإعلامي للاتصال مع الجمهور وايصال الرسائل والمعلومات بالطرق الأفضل لإحداث تاثيرات فعالة.

## ملخص الصيغة
تتلخص صيغة لاسويل الاعلامية بالجملة: (Why & Who (says) What (to) Whom (in) What Channel (with) What Effect), وتعني «من يقول ماذا لمن بأي قناة تواصل وبأي هدف |ولماذا يقال الخبر».

## التكوين
تتألف صيغة لاسويل من 6 نقاط أساسية تعد حجر البناء لأي رسالة اعلامية وهذه النقط هي:
1. المرسل (Who): 
الجزء الأول من الصيغة تشير إلى المتحدث (المرسل أو مصدر الخبر) وهو الطرف الذي يقوم بارسال المعلومات.
تحديد هذا المرسل أو المصدر ضروري لايجاد المصداقية والتقبل لاحقاً عند مستقبلي الرسالة الاعلامية لدى احتكاكهم مع محتوى ومضمون هذه الرسالة.
2. محتوى الرسالة (What):
وظيفة هذه النقطة هي دراسة محتوى أو مضمون الرسالة الاعلامية المزمع ارسالها وتحديد جوهر الرسالة الواجب التركيز عليه وعدم الابتعاد عنه والتشويش عليه أو تشتيت انتباه المستقبل عنه بوضع محتوى متناقض أو متضارب. هذا المحتوى قد يكون رسالة شخصية أو رسالة إعلامية.
بالإضافة إلى انه من الهام جداً لدى مناقشة هذه النقطة هو معرفة طريقة تقديم المحتوى (بشكل جدي، بشكل علمي موضوعي، بشكل محفز، بشكل متهجم، بشكل فكاهي، بشكل ساخر....الخ).
3. عبر أي قناة أو وسيلة اعلامية (in Which Channel):
تتداول هذه النقطة تحديد الوسيط الإعلامي الذي سيتم عبره نقل هذه المعلومة أو محتوى الرسالة الاعلامية (وسيط مباشر، غير مباشر، تلفزيون، راديو، صحافة، شبكات اجتماعية، صفحات إنترنت، حملات توعية في الشوارع... الخ).
دراسة هذه النقطة ضرورية جداً بسبب اختلاف أنواع المستقبلين لهذه الرسالة واختلاف تفضيلاتهم لوسائط الاعلام، فأحياناً يلعب الوسيط الإعلامي أهم الأدوار بتحديد مدى تقبل المستقبل لهذه الرسالة وفهمه لمحتواها.
4. من هي المجموعة المستهدفة من المستقبلين (to Whom):
تعمل هذه النقطة على دراسة المستقبلين ومعرفة طبائعهم وخصائصهم الديموغرافية (العمر، الجنس، الحالة العائلية), خصائصهم الجغرافية (مكان الإقامة), خصائصهم الاجتماعية والاقتصادية (حجم العائلة، الدخل، التعليم، العمل، الدين، عاداتهم وتقاليدهم), خصائصهم الفيزيوغرافية(اهتماماتهم، هواياتهم، نمط الحياة، آرائهم ومعتقداتهم، احلامهم وأمانيهم) بالإضافة إلى خصائصهم السلوكية(استخدامهم لوسائط الاعلام، السلوك الاستهلاكي).
5. الهدف من الرسالة الاعلامية والأثر المزمع تركه (With what effect):
من الضروري جداً دراسة الأثر المحتمل تركه لدى المستقبلين بعد استقبالهم للرسالة الاعلامية ومعرفة تبعاته والعواطف الناتجة عنه وبالتالي الراي المكون والتصرف أو السلوك الناتج عنه.
6. لماذا يقال الخبر (WHY) 
الدراسة الاستباقية لهذا الأثر تفيد في تحاشي بعض الأخطاء الممكن الوقوع بها أثناء تصميم الرسالة الاعلامية مما قد يؤدي إلى الوصول إلى الأثر الذي ننوي احداثه لدى هذه المجموعة من المستقبلين لحثهم إلى تغيير رأيهم وبالتالي أيضاً سلوكهم على النحو الذي نرغب به.

## وصلات خارجية
Das erweiterte Wirkungsmodell Die Lasswell-Formel.
Die Lasswell-Formel